# 丹岱オゴリ駅
もしかして
- 丹垈オゴリ駅

ではありませんか？